# Thomas Lindenberger
Thomas Lindenberger (* 12. Oktober 1955 in Heidelberg) ist ein deutscher Neuzeithistoriker und Hochschullehrer.

## Leben
Lindenberger verbrachte seine Kindheit und Jugend in West-Berlin, wo er später an der Freien Universität sowie der Technischen Universität ein Studium der Geschichte, Philosophie und Volkswirtschaftslehre absolvierte. Er gehörte 1981 zu den Mitbegründern der Berliner Geschichtswerkstatt e. V. und des bundesweiten Zusammenschlusses von Geschichtswerkstatt e. V. Lindenberger wurde 1992 mit einer von Reinhard Rürup betreuten Arbeit zur Sozialgeschichte der öffentlichen Ordnung im späten Kaiserreich an der TU Berlin zum Dr. phil. promoviert.
Danach wandte er sich der DDR-Geschichte zu und habilitierte sich 2002 mit einer Studie zur Herrschaftspraxis und öffentlichen Ordnung in der DDR an der Universität Potsdam, wo er 2008 auch zum außerplanmäßigen Professor ernannt wurde. Zwischen 1996 und 2017 war Lindenberger als Projekt- bzw. Abteilungsleiter am Zentrum für Zeithistorische Forschung Potsdam (ZZF) tätig. Von 2009 bis 2012 leitete er das Ludwig-Boltzmann-Instituts für Europäische Geschichte und Öffentlichkeit der Ludwig Boltzmann Gesellschaft in Wien. Zum 1. Oktober 2017 wurde Lindenberger zum Direktor des Hannah-Arendt-Instituts für Totalitarismusforschung an der Technischen Universität Dresden ernannt. Zum 1. Oktober 2024 wurde er in den Ruhestand verabschiedet.
Lindenberger ist Mitbegründer und Mitherausgeber der seit 1992 erscheinenden Zeitschrift WerkstattGeschichte; ferner gehört er dem Editorial Board der Zeitschrift Contemporary European History an.

## Werke (Auswahl)
Monografien
- mit Jürgen W. Falter, Siegfried Schumann: Wahlen und Abstimmungen in der Weimarer Republik. Materialien zum Wahlverhalten 1919–1933. Beck, München 1986, ISBN 3-406-31583-6.
- Straßenpolitik. Zur Sozialgeschichte der öffentlichen Ordnung in Berlin 1900 bis 1914. Dietz, Bonn 1995, ISBN 3-8012-4057-6.
- Volkspolizei. Herrschaftspraxis und öffentliche Ordnung im SED-Staat 1952–1968. Böhlau, Köln/Weimar/Wien 2003, ISBN 3-412-02003-6 (Digitalisat).

Herausgeberschaften
- mit Alf Lüdtke: Physische Gewalt. Studien zur Geschichte der Neuzeit. Suhrkamp, Frankfurt am Main 1995, ISBN 3-518-28790-7.
- Herrschaft und Eigen-Sinn in der Diktatur. Studien zur Gesellschaftsgeschichte der DDR. Böhlau, Köln/Weimar/Wien 1999, ISBN 3-412-13598-4 (Digitalisat).
- mit Burghard Ciesla, Michael Lemke: Sterben für Berlin? Die Berliner Krisen 1948–1958. Metropol, Berlin 2000, ISBN 3-932482-27-1.
- mit Jan C. Behrends, Patrice G. Poutrus: Fremde und Fremd-Sein in der DDR. Zu historischen Ursachen der Fremdenfeindlichkeit in Ostdeutschland. Böhlau, Köln/Weimar/Wien 2003, ISBN 3-936411-01-8 (Digitalisat).
- Massenmedien im Kalten Krieg. Akteure, Bilder, Resonanzen. Böhlau, Köln/Weimar/Wien 2006, ISBN 3-412-23105-3 (Digitalisat).
- mit Konrad H. Jarausch: Conflicted Memories. Europeanizing Contemporary Histories. Berghahn, New York/Oxford 2007, ISBN 1-84545-284-4.
- mit Belinda Davies, Michael Wildt: Alltag, Erfahrung, Eigensinn. Historisch-anthropologische Erkundungen. Campus, Frankfurt am Main/New York 2008, ISBN 3-593-38698-4.
- mit Muriel Blaive, Christian Gerbel: Clashes in European Memory. The Case of Communist Repression and the Holocaust. Studienverlag, Innsbruck 2011, ISBN 3-7065-4812-7.
- mit Marcus Payk, Annette Vowinckel: Cold War Cultures. Perspectives on Eastern and Western European Societies. Berghahn, New York/Oxford 2012, ISBN 1-78238-388-3.
- mit Jan C. Behrends: Underground Publishing and the Public Sphere. Transnational Perspectives. Lit, Münster 2014, ISBN 3-643-90561-0.
- mit Martin Sabrow: German Zeitgeschichte. Konturen eines Forschungsfeldes. Wallstein, Göttingen 2016, ISBN 3-8353-1912-4.
- mit Jan C. Behrends, Nikolaus Katzer: 100 Jahre Roter Oktober. Zur Weltgeschichte der Russischen Revolution. Links, Berlin 2017, ISBN 3-86153-940-3.

Zeitschriftenartikel
- What's in this footnote? World history! In: Bulletin of the German Historical Institute. 46. Jahrgang, 2010, S. 27–31 (englisch, ghi-dc.org).